# Cantone di Attichy
Il Cantone di Attichy era una divisione amministrativa dell'arrondissement di Compiègne.
È stato soppresso a seguito della riforma complessiva dei cantoni del 2014, che è entrata in vigore con le elezioni dipartimentali del 2015.
Comprendeva i comuni di:
- Attichy
- Autrêches
- Berneuil-sur-Aisne
- Bitry
- Chelles
- Couloisy
- Courtieux
- Croutoy
- Cuise-la-Motte
- Hautefontaine
- Jaulzy
- Moulin-sous-Touvent
- Nampcel
- Pierrefonds
- Rethondes
- Saint-Crépin-aux-Bois
- Saint-Étienne-Roilaye
- Saint-Pierre-lès-Bitry
- Tracy-le-Mont
- Trosly-Breuil